# After Burner
After Burner (アフターバーナー, Afutā Bānā) és una màquina recreativa de simulació de combat en vol del 1987 dissenyat per Yu Suzuki per la Sega AM2. El jugador fa volar un F-14 (amb seient en moviment en algunes instal·lacions) amb un joystick especialitzat. El joc va generar diverses continuacions.

## Jugabilitat
El videojoc permet al jugador controlar un jet F-14 Tomcat que haurà de destruir una sèrie d'avions enemics en 18 etapes. L'avió empra una metralladora i un conjunt limitat de míssils. Aquestes armes es reposen per un altre avió després de guanyar unes poques etapes. Avió, canó i botons de míssil són tots controlats des d'una palanca de comandament integrada.
El joc en si va ser llançat en dues variants: una versió de gabinet vertical estàndard i una cabina de comandament rotatòria. En la cabina de comandament, el seient està girat horitzontalment, mentre que la cabina de comandament gira verticalment.

## Llegat

### Seqüeles
After Burner va ser seguit per After Burner II, que va ser llançat el mateix any. Segons algunes fonts aquest joc no és més que una versió completa del seu predecessor, donada la gran similitud entre tots dos jocs.
A part de After Burner II i III, la sèrie no havia vist cap seqüela fins que la franquícia va ser revitalitzada amb el llançament de After Burner Climax per arcades en l'equip de Sega Lindbergh, seguit per After Burner: Black Falcon per la PlayStation Portable el 2007.
Alguns jocs, com G-LOC: Air Battle, Sky Target, Air Diver i Strike Fighter segueixen un jugabilitat similar, i, tècnicament poden ser considerats part de la sèrie.

### Adaptacions
El joc va ser adaptat a diverses consoles i sistemes informàtics, com la Commodore Amiga, Amstrad, Atari ST, Sharp X68000, FM-Towns, Commodore 64, NES, Sega Master System, PC-Engine, Sega Saturn, PC, MSX i ZX Spectrum. Tiger Electronics va llançar dues versions LCD del joc un de mà i un altre de sobretaula. Una adaptació de After Burner pel 32X va ser feta per Rutubo Games, i va ser coneguda com a After Burner Complete al Japó i Europa.
Per almenys la versió de Sega Genesis/Megadrive, el joc mostra INSERT COINS; a més aquesta versió no és compatible en alguns emuladors, per diverses raons.

## Rebuda
Computer Gaming World va analitzar After Burner a la Master System citant els avions representats com "detalls notables", paisatges "espectaculars" i excel·lents explosions. Una revisió posterior per a PC era molt més crítica, donant al joc una estrella de cinc i afirmant que era inferior a la versió arcade.
Amb l'anàlisi de la versió per a 32X, GamePro va comentar que els gràfics, el so i el joc són genials, però l'única diferència entre aquesta i la versió de la Genesis de After Burner II són algunes millores gràfiques i d'àudio de menor importància, cosa que fa que només valgui la pena per als jugadors que mai no han jugat al joc After Burner abans.
La versió per la c64 tenia 2 versions: una versió europea per a U.s. Gold, i una versió estatunidenca per Activision i Weebee, ja que Activision no va quedar impressionat amb el llançament europeu.